# Sericaia
Sericaia (grafias alternativas siricaia e sericá) é um doce típico da região portuguesa do Alentejo, de origem malaia.

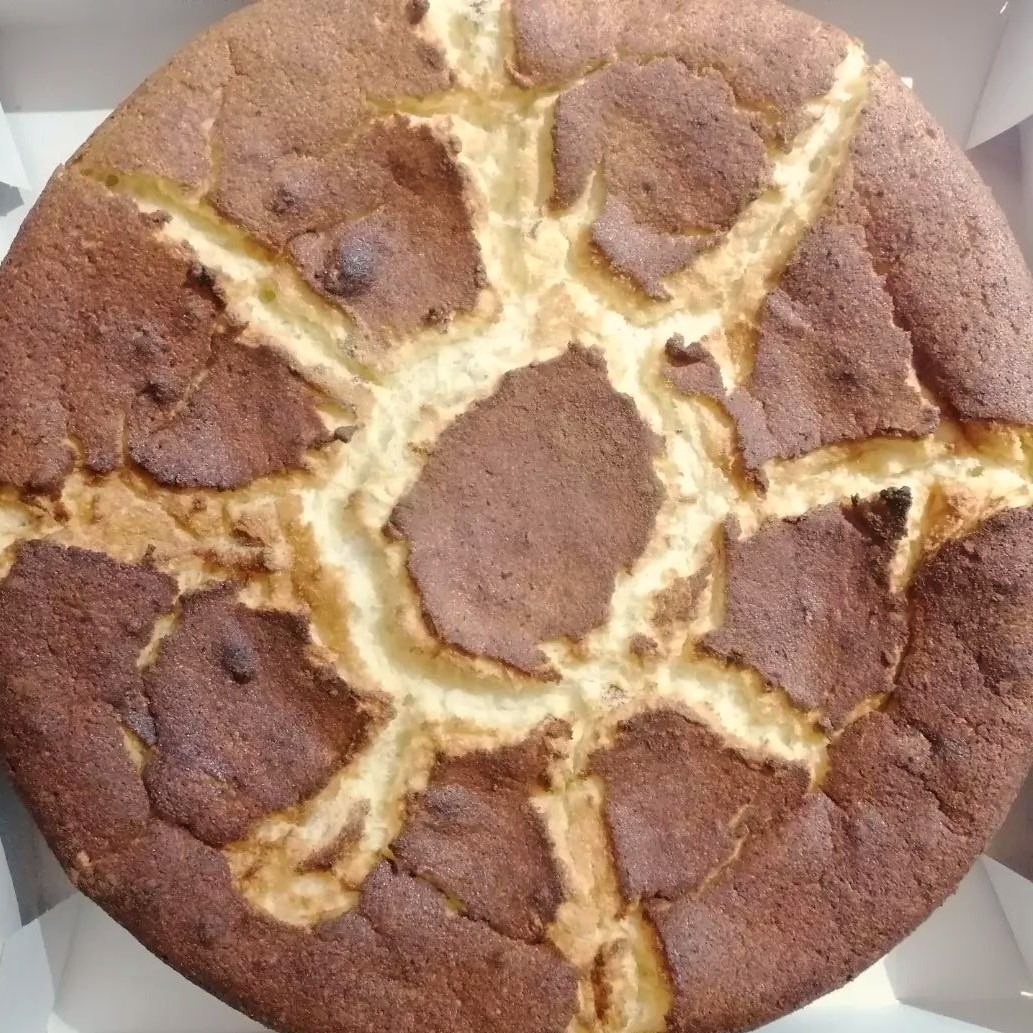
Imagem de uma sericaia alentejana, vista de cima, com as tradicionais fendas na crosta

Tem marcas da doçaria conventual, em que há a utilização abundante de ovos, açúcar e canela. Foi implementado pelas freiras dos conventos de Elvas e de Vila Viçosa, onde o doce é decorado com a conserva das famosas ameixas da região. O toque da canela e a textura fofa fazem deste doce uma verdadeira delícia.

## Etimologia
O substantivo «sericaia» entrou na língua portuguesa pelo malaio srikaya, reportando-se a um doce feito à base de leite de coco, ovos e açúcar, oriundo da região de Malaca.

## História
Há registos manuscritos malaios do séc. XVII, a respeito de uma receita de creme de coco malaia, conhecida como srikaya.

### Em Portugal
No séc. XVI, D. Constantino de Bragança, 20.º governador da Índia Portuguesa, quando regressou do Oriente, trouxe a receita de sericaia para Portugal.
Tradicionalmente, a sericaia era confeccionada em fornos de padeiros, a lenha, dentro de pratos de estanho, por molde a assegurar as altas temperaturas indispensáveis para que a cobertura da sericaia ficasse rachada com fendas.
A receita foi introduzida nos conventos alentejanos, com particular relevo para os conventos de Nossa Senhora da Conceição e Santa Clara, ainda durante o séc. XVI, onde a sua confecção se foi apurando e adaptando ao paladar português, ao longo dos tempos.
A historiadora gastronómica, Inês Tavares, concebe a possibilidade de a sericaia malaia, por seu turno, ter surgido graças a influências gastronómicas portuguesas, no Sudeste Asiático, no séc. XVI. Com efeito, a historiadora aventa a possibilidade de a sericaia malaia se ter inspirado no doce de ovos português, ao qual os malaios acrescentaram o leite de coco, a canela e as folhas de pandano, de maneira a afeiçoar a receita mais ao seu paladar.

### No Brasil
A sericá veio para o Brasil via Portugal, na época da colonização segundo Câmara Cascudo, em texto escrito na década de 1960, a sericaia era popular no Brasil. Tratava-se de uma espécie de creme feito de leite, açúcar e ovos.

## Variedades de Sericaias
Sericaia Alentejana - Esta é feita combinando leite, canela, ovos, açúcar, farinha, limão, canela e sal, de maneira a criar um creme, cuja consistência se situa entre a de um pudim e a de um bolo. Este creme é assado num prato de cerâmica, de maneira a criar uma crosta mole e caramelizada, que é depois generosamente coberta com canela e servida com ameixas de Elvas. É tradicional confeccionar a sericaia até que a crosta abra fendas, o que só se obtém cozendo-a num forno muito quente.
Sericaia Brasileira - Diversas versões alteram a receita original, mas mantendo os seguintes pontos em comum: "o leite é fervido antes de serem acrescentados os demais ingredientes, a receita vai ao forno e tem consistência de creme". Cascudo descreve ainda em seu texto três versões do doce no Brasil: uma em Pelotas (RS), baseada no livro Doces de Pelotas (Porto Alegre (RS), 1959), de Arminda Mendonça Detroyat - leva gemas, leite, clara, açúcar e manteiga, e é assado no forno; outra, na Bahia - leva, no lugar do açúcar, rapadura e baunilha, podendo-se usar leite de coco no lugar do leite de vaca. A versão paulista adiciona fatias de pão embebidas no leite, em camadas, polvilhadas com açúcar e canela e fatias de queijo fresco. Para Cascudo, a receita de Pelotas era a que mais se aproximava da original que foi perdida.